# Wonderen (Gerard Cox)
Wonderen is een single van Gerard Cox. Hij wordt daarop begeleid door Julius Steffaro, pseudoniem voor Jan Stoeckart.
De B-kant werd volgezongen door Anneke Visser, die verder onbekend is gebleven.